# 프랭크 래피더스

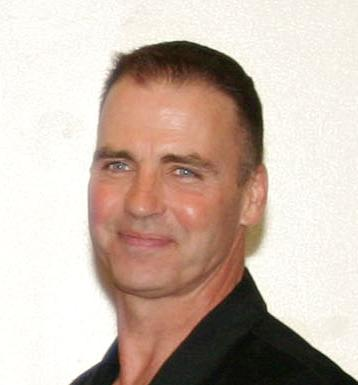

프랭크 J. 래피더스는 미국의 ABC 텔레비전 드라마 시리즈 로스트의 등장 인물로 제피 파헤이가 연기했다. 프랭크는 처음에 시즌 4 2번째 에피소드에서 오세아닉 815편이 추락한 섬에서 파일럿의 임무를 맡았다. 그는 용병 마틴 키미에 맞서 생존자들을 도와주기도 하였으며 오세아닉 식스를 섬에서 탈출 시키는데 도움을 준다. 3년 후, 프랭크는 여객기 파일럿의 직업을 맡은 도중에 오세아닉 식스와 다시 우연히 만난다.